# 丸ノ内八重洲ビルヂング
丸ノ内八重洲ビルヂング（まるのうちやえすビルヂング）は、かつて日本の東京都千代田区丸の内二丁目6番2号に存在した三菱地所の貸事務所建築。

## 沿革
本建物が所在した東京府東京市麹町区八重洲町一丁目1番地（現・東京都千代田区丸の内二丁目6番1号）の地は、かつて三菱の建築を担当する部門であった「丸ノ内建築所」の事務所として、1891年（明治24年）に建てられた建物跡に設けられた「三菱運動倶楽部」の諸施設が所在していた場所にあり、同施設も一部が本建物を建設するため1925年（大正14年）に取り壊され、跡地に本建物の建設工事が1926年（大正15年）に起工され、1928年（昭和3年）に竣工した。
1937年（昭和12年）に三菱地所株式会社が設立された後は、三菱合資会社所有のもと三菱地所が管理を行っていたものの、1945年（昭和20年）3月に三菱合資会社本社より、敷地・建物が当時の350万円で現物出資として三菱地所に譲渡された。
終戦後は1946年（昭和21年）4月に占領軍に接収され、1956年（昭和31年）2月3日に返還されるまで米空軍宿舎「八重洲ホテル」として使用されていた。
竣工当初の名称は「八重洲ビルヂング」であったが、1962年（昭和37年）6月1日に「丸ノ内八重洲ビルヂング」と改称された。改称の理由について、三菱地所社史によれば建物が八重洲側にあるように誤解されるという苦情がテナントよりあったためだとしている。
2004年、三菱地所は「丸の内再構築」の第2ステージ第1弾として、本建物を含む3区画を取り壊し、跡地に丸の内パークビルディングおよび、かつて文化庁が重要文化財指定を検討する中、三菱地所が抜き打ちに解体した「東9号館」（旧称「第1号館」）を「三菱一号館」としてレプリカとして再建する「三菱商事ビル・古河ビル・丸ノ内八重洲ビル建替計画」を発表。
同計画の発表を受けた日本建築家協会は昭和初期の歴史的建造物である本建物を保存するよう保存要望書を三菱地所に提出したものの、三菱地所は聞き入れず2006年7月に解体された。再現されたレプリカの三菱一号館は「三菱一号館美術館」として利用されている。また丸の内パークビルディングの外壁には、本建物の基壇部・尖塔部を連想させる造形がなされており、一部の石材も再利用されている。

## 建築概要
鉄骨鉄筋コンクリート構造の地下1階、塔屋付地上8階建て、高さ100尺（約31メートル）にして延床面積18,379平方メートルの規模があった。外観は小松石の粗石積みによる基壇部を持つ3層の意匠、コーナー部分に配した尖塔を持つことなどを特徴とした。設計は後に三菱地所の社長に就任する藤村朗によってなされた。施工は大林組。

## 年表
- 1926年（大正15年）2月19日 - 起工。
- 1928年（昭和3年）3月31日 - 「八重洲ビルヂング」として竣工。
- 1945年（昭和20年）3月 - 三菱合資会社は同建物を三菱地所株式会社に譲渡
- 1946年（昭和21年）4月 - 占領軍が接収し「八重洲ホテル」(YAESU HOTEL)と改称。
- 1956年（昭和31年）2月3日 - 接収解除、三菱地所に返還、再び「八重洲ビルヂング」と改称。
- 1962年（昭和37年）
  - 3月 - 増築工事竣工
  - 6月1日 - 三菱地所は同建物を「丸ノ内八重洲ビルヂング」に改称。
- 2004年（平成16年）3月30日 - 三菱地所は同建物・「古河ビルヂング」・「三菱商事ビルヂング」を取り壊し、跡地に超高層ビルを建設、その一角に「東9号館」（旧称「第1号館」）を「三菱一号館」としてレプリカ再建する計画を発表
- 2005年（平成17年）10月11日 - 日本建築家協会は三菱地所に「『丸の内八重洲ビル』の保存活用に関する要望書」を提出。
- 2006年（平成18年）7月 - 三菱地所は上記3建物の解体工事に着手。
- 2009年（平成21年）4月30日 - 上記3建物の跡地に「丸の内パークビルディング」竣工、および「三菱一号館」レプリカ再建成る。